# باهی ادغم
باهی ادغم (عربی: الباهي الأدغم؛ زاده ۱۰ ژانویهٔ ۱۹۱۳ – درگذشته ۱۳ آوریل ۱۹۹۸) یک سیاست‌مدار اهل تونس بود. وی از ۷ نوامبر ۱۹۶۹ تا ۲ نوامبر ۱۹۷۰ نخست‌وزیر این کشور بود.
باهی ادغم در ۱۳ آوریل ۱۹۹۸، در سن ۸۵ سالگی درگذشت.